# Parafia św. Michała Archanioła w Czaczu
Parafia Świętego Michała Archanioła w Czaczu – parafia rzymskokatolicka z siedzibą w Czaczu, znajdująca się w archidiecezji poznańskiej, w dekanacie śmigielskim. 